# 黄良铁路

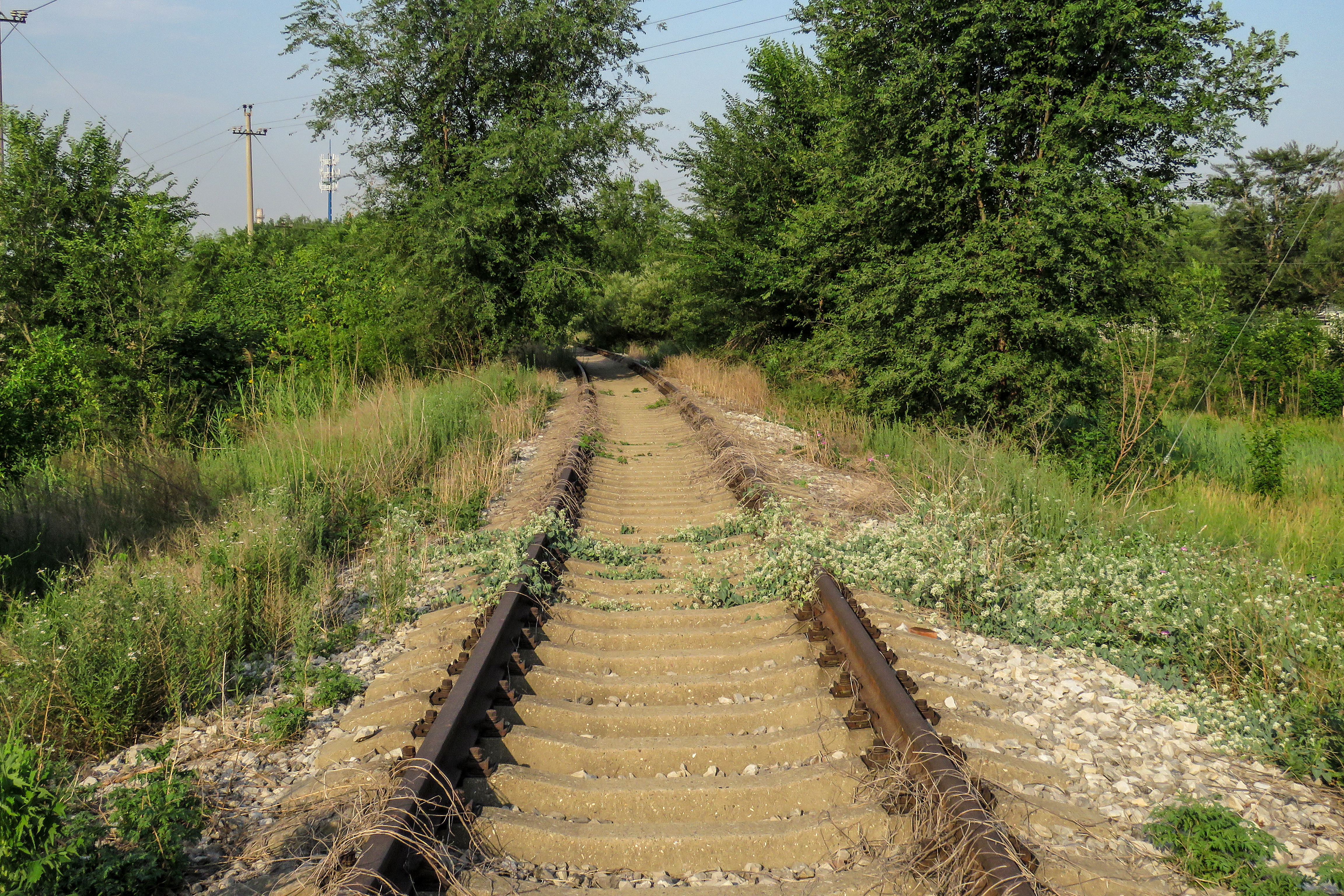
黄良铁路近良乡站端（2018年6月）

黄良线，或称黄良铁路，是位于中华人民共和国首都北京市境内的一条铁路支线。黄良铁路自京沪、京九铁路黄村站引出，向西至京广铁路良乡站止，线路全长16公里。目前已废弃，线路不具备行车条件。